# II=I
II=I (da pronunciare come Two Is One) è il secondo album in studio del gruppo progressive metal svedese Andromeda pubblicato nel 2003.

## Tracce
1. Encyclopedia – 7:08
2. Mirages – 5:42
3. Reaching Deep Within – 4:50
4. Two Is One – 9:05
5. Morphing Into Nothing – 7:35
6. Castaway – 6:17
7. Parasite – 6:55
8. One in My Head – 8:03
9. This Fragile Surface – 8:05

## Formazione
- Johan Reinholdz – chitarra, basso
- David Fremberg – voce
- Martin Hedin – tastiere
- Thomas Lejon – batteria